# Sønder Bjert
Sønder Bjert er en by i Sydjylland med 2.315 indbyggere  (2025), beliggende 12 km nord for Hejlsminde og 7 km sydøst for Kolding. Byen hører til Kolding Kommune og ligger i Region Syddanmark. Bjert Strand ved Lillebælt ligger 5 km sydøst for byen, og Skamlingsbanken, hvis top er 113 m o.h., ligger 4 km syd for byen.

## Sogn og kirke
Byen ligger i Sønder Bjert Sogn, som har hørt til Hertugdømmet Slesvig og dermed været en del af det historiske Sønderjylland, men det var et af de sogne, der ved fredsslutningen efter krigen i 1864 blev indlemmet i Kongeriget Danmark. Sognet kom således ikke under preussisk styre frem til Genforeningen i 1920 og hører derfor ikke til Sønderjylland efter den nutidige definition.
I byen ligger Sdr. Bjert Kirke, som er fra slutningen af 1100-tallet og bygget af kløvede kampesten. Oprindeligt har den ikke haft tårn og tilbygninger. Kirken er tækket med et blytag, som sidst blev fornyet i år 2000.

## Faciliteter

### Sdr. Bjert Centralskole
Sdr. Bjert Centralskole er opført i 1959 og senere udvidet tre gange. Den har 498 elever, heraf 24 i den tidligere Sdr. Stenderup Centralskole, som i 2015 blev slået sammen med Sdr. Bjert Centralskole i en landsbyordning og stadig har 24 elever, fordelt på 0.-3. klasse. I Sønder Bjert er eleverne fordelt på 0.-9. klasse i to spor. Skolen har 38 lærere. Sdr. Bjert SFO startede 1. september 2000. Normeringen var dengang 105 børn, nu er den på 156, og der er 11 pædagoger.

### Bjert-hallen
Bjert-hallen med boldbaner ligger ved siden af skolen. Det gamle andelsmejeri er blevet til "Mejeriet, Bjert Kulturhus" som forvaltes af Bjert-hallen. Det rummer bl.a. et festlokale på 110 m², hvor der kan dækkes op til 90 gæster. Bygningerne rummer også Værestedet Mejeriet, der blev etableret i 1995 som et fritidstilbud til børn i alderen 10-14 år. Værestedet har typisk 60-70 brugere og er en afdeling af Bjert Idrætsforening. Dets lokaler består af hobbyværksted, bordtennislokale, musikrum, multirum (pool, film og karaoke) samt en netcafé, der er indrettet i samarbejde med foreningen Skærmplanterne, som tilbyder efterlønnere og pensionister undervisning i brugen af computer og internet.

### Plejecenter Egebo
Plejecentret Egebo blev bygget i 1941 som alderdomshjem og blev udbygget i 1972. Helt frem til kommunalreformen i 1970 fungerede det også som kommunekontor med sognerådslokale i kælderen. Det hedder nu Vesterløkke og er Kolding Kommunes center for midlertidigt ophold, som udgangspunkt 14 dage. Det har 32 enestuer.

### Bjert-Stenderup Avis
Bjert-Stenderup Avis husstandsomdeles i Bjert og Sdr. Stenderup og har også en net-udgave.

## Historie

### Kroen
Den første kro i Sdr. Bjert kan dateres til 1759. Den nuværende Sdr. Bjert Kro blev bygget i 1855. I 2002 blev kroen renoveret med bl.a. nye møde- og konferencefaciliteter, så den breder sig over 3.200 m² med 5 selskabslokaler, 7 værelser, en café og et stort køkken. Kroen lukkede 27. januar 2018, og det er uvist hvad der skal ske med den.

### Stationsbyen
I 1904 beskrives Sønder Bjert således: "Bjært (Sønder-B.; gml. Form: Byærthæ, Barthe, maaske identisk med Barvid), med Kirke, Præstegd., Skole (mellem B. og Binderup), Missionshus (opf. 1889), Lægebolig, Sparekasse for B.-Vejstrup Sogne (opr. 1867...Antal af Konti 1436), Andelsmejeri (Vesterlykke) og Kro;" På målebordsbladet fra 1900-tallet ses desuden en savmølle. Andelsmejeriet var i drift fra 5. juli 1887 til 20. november 1958, hvorefter bygningerne blev brugt til produktion af skolemøbler og senere papir.
Sønder Bjert fik jernbanestation på Kolding Sydbaners linje Kolding-Hejlsminde (1911-48). Over for hovedbygningen lå et 90 m langt læsse- og vigespor, som i den vestlige ende havde en dyrefold med siderampe og overdækket vægt. Stationen hed Bjært, og det er et levn fra banens tid, at postdistriktet bare hedder Bjert.
Stationen lå mellem landsbyerne Sønder Bjert mod syd og Agtrup (tidligere Ajtrup) mod nord. De to landsbyer er først vokset sammen efter banens tid, og Agtrup er nu en bydel i Sønder Bjert. Agtrup var oprindeligt den største af de to, men Sønder Bjert voksede mest i banens tid. I 1925 havde den telefoncentral, sparekasse, brugsforening, manufakturhandler, jordemoder, cykelhandler og slagter, mens Agtrup havde mølle, bager og købmand.
Stationsbygningen er bevaret på Bjert Stationsvej 7. Herfra er banens tracé bevaret på en kort sti mod vest til jernbanebroen over Binderup Mølleå.
I 1913 flyttedes en gammel bullade fra Sønder Bjert til Aarhus, hvor den blev en af de allerførste genrejste bygninger i det som skulle blive til Den Gamle By.
- Bulladen i Den Gamle By

## Kendte personer
- Villy Søvndal (1952-), politiker, tidligere formand for Socialistisk Folkeparti og udenrigsminister
- Trine Gadeberg (1969-), sangerinde og skuespiller
- Uffe Rørbæk Madsen (1961-), et af de tre medlemmer af De Nattergale – født og opvokset i byen